# Genola (Minnesota)
Genola – miasto w Stanach Zjednoczonych, w stanie Minnesota, w hrabstwie Morrison.